# Portway House
 (janvier 2022).
Portway House est une maison de ville classée Grade I à Warminster, dans le Wiltshire, en Angleterre.

## Histoire
La maison est construite en 1722 pour le riche drapier Edward Middlecott, le domaine (alors appelé Newport) ayant été acheté par son ancêtre Richard Middlecott par étapes entre 1559 et 1568. Il remplace le manoir de Newport, sur un terrain appartenant à la famille Mauduit du XIIIe au XVe siècle.
Construit en pierre de taille de Bath, le bloc central de sept travées a un sous-sol et trois étages, et est flanqué des deux côtés d'ailes à deux étages qui ont probablement été ajoutées à la fin du XIXe siècle.
La maison est classée Grade I en 1952; l'écran de ferronnerie de 1760 et la passerelle centrale au bord de la route sont classés Grade II. Pevsner décrit la maison comme "majestueuse mais plutôt sombre" mais fait l'éloge de la ferronnerie.
Elle sert de maison de dot à Longleat de 1820 à 1920. En 1955, elle est achetée par le conseil du district urbain de Warminster pour en faire des bureaux et, à partir de 1958, abrite la bibliothèque publique de la ville. Le bâtiment est vendu après la suppression du conseil en 1978, et converti en appartements.